# Divadlo Ungelt
Divadlo Ungelt je soukromá divadelní scéna v Praze na Starém Městě v Týnu s hledištěm pro necelou stovku diváků.

## Historie a zaměření divadla
Divadlo Ungelt bylo otevřeno 2. října 1995. Na otevření se podílel český herec Miloš Kopecký, který při té příležitosti divadlu daroval své oblíbené otáčivé křeslo. To je umístěné v divadelním klubu, kde se nachází i mnoho dalších židlí, jež jsou dary sponzorů a známých osobností českého veřejného života. Zakladatelem, majitelem a uměleckým ředitelem je herec Milan Hein, po jeho boku divadlo vede jeho manžel a provozní ředitel Martin Šimek.
Divadlo je komorní hereckou scénou, čemuž odpovídá dramaturgie. Uváděny jsou především hry, ve kterých vystupují 2–4 postavy. Dobrou noc, mami byla první uvedenou hrou. Vystoupily v ní herečky Jana Brejchová a Květa Fialová. Divadlo se výrazněji proslavilo až hrou Bouřlivé jaro z roku 1997 v režii Ladislava Smočka, za kterou získala Alena Vránová Cenu Thálie. Kromě linie uvádění komorních činoher lze v divadle spatřit řadu jevištních talk-show pro Český rozhlas pod názvem Kdo židli má, bydlí! a Martu Kubišovou ve vlastním recitálu S nebývalou ochotou.
Sídlo divadla na adrese Malá Štupartská 1, Praha 1 – Staré Město v areálu Ungelt je unikátní mimo jiné z architektonického hlediska. Původně se jednalo o opevněný kupecký dvůr a areál odpočinku pro kupce. Již z 11. století pocházejí románské základy domu, v jehož sklepení se divadlo nachází. Tyto pozůstatky lze spatřit v divadelním klubu.
Divadlo nemá kmenový soubor. U některých herců by se však dalo Divadlo Ungelt považovat za jejich domovskou scénu. Pravidelně jsou zde k vidění:
- Ladislav Hampl
- Radek Holub
- Vanda Hybnerová
- Petr Kostka
- Richard Krajčo
- Jiří Langmajer
- Alena Mihulová
- Pavel Liška
- Jaromír Dulava
- Barbora Hrzánová
- Tereza Brodská
- Veronika Khek Kubařová
- Marek Němec
- František Němec
- Petra Nesvačilová
- Ondřej Novák
- Igor Orozovič
- Simona Postlerová
- Regina Rázlová
- Jitka Smutná
- Ondřej Brousek
- Petr Stach
- Lucie Štěpánková
- David Švehlík
- Miroslav Táborský
- Tatiana Vilhelmová

Devět let působila v Divadle Ungelt Jana Štěpánková (představení Na útěku, ve kterém hrála spolu se Zlatou Adamovskou, se od premiéry v roce 2009 dočkalo více než 400 repríz). Hana Maciuchová tu účinkovala ve dvou inscenacích: Růžové brýle (se Zuzanou Bydžovskou a Sabinou Rojkovou, premiéra 2013, přes 120 repríz) a 4000 dnů (premiéra 2017).

## Repertoár

### Současné inscenace
Mezi tituly, které jsou zde uváděny, patří:
- Deštivé dny
- Všechny báječný věci
- Brácha
- Příběh ze zoo
- Nadechnout se života
- Vzhůru ke hvězdám
- Staří mistři
- Krásná vzpomínka
- Vejšlap
- Housle
- Cesta k vodopádům
- Dvojka
- Pstruzi
- Slepice na zádech
- Taneční hodiny
- Pan Halpern a pan Johnson
- Přítelkyně
- Skleněný strop
- Skořápka

### Již neuváděné inscenace
- Bouřlivé jaro (19. 11. 1997, 200 repríz)
- Sylvie (21. 1. 1998, 233 repríz)
- Hra o manželství (11. 10. 1999 – 20. 6. 2016)
- Na ocet (18. 1. 2001, 182 repríz)
- Play Strindberg (23. 1. 2003 – 14. 6. 2012, 184 repríz)
- Řidič paní Daisy (28. 2. 2003 – 8. 6. 2010, 172 repríz)
- Láska a porozumění (6. 2. 2004 – 1. 2. 2012)
- Trůn milosrdenství (8. 4. 2005 – 25. 5. 2010, 141 repríz)
- Perla Hollywoodu a já (11. 10. 2005, 75 repríz)
- Šest tanečních hodin v šesti týdnech (19. 5. 2006 – 6. 12. 2016)
- Picasso (13. 10. 2006 – 31. 03. 2011, 209 repríz)
- Ledňáček (18. 12. 2007 – 14. 12. 2016)
- Láskou posedlí (7. 5. 2008 – 6. 5. 2011, 113 repríz)
- Na útěku (27. 11. 2009 – 3. 6. 2018)
- Origami (13. 5. 2010 – 22. 5. 2011, 35 repríz)
- Fígl (18. 12. 2010 – 23. 10. 2013, 100 repríz)
- Vzpomínky zůstanou (18. 11. 2011 – 21. 5. 2018)
- Na vaše riziko! (14. 2. 2012 – 8. 6. 2016)
- Největší démant světa (15. 3. 2012 – 21. 12. 2013)
- Sklenice vody (24. 6. 2012 – 16. 8. 2014)
- Poslední romance (8. 1. 2013 – 20. 12. 2016)
- Růžové brýle (1. 3. 2013 – 25. 4. 2018)
- Touha jménem Einodis (19. 6. 2013 – 3. 8. 2017)
- Kabaret Černá myš (29. 9. 2013 – 25. 5. 2014)
- V lese černém, hlubokém (8. 11. 2013 – 27. 11. 2015)
- Kurtizána (24. 4. 2014 – 17. 11. 2016)
- Mezi úterým a pátkem (21. 4. 2015 – 11. 5. 2018)
- Království boží na zemi (16. 6. 2015 – 8. 11. 2017)
- Princip náhody (12. 11. 2016 – 12. 12. 2017)
- Miss Dietrich lituje (26. 5. 2017 – 7. 1. 2024)

## Ocenění spojená s divadlem

### Udělené ceny
- Alena Vránová – Cena Thálie za ztvárnění postavy Gertrudy Matthews v inscenaci Bouřlivé jaro autora Arnolda Weskera z roku 1997 (režie: Ladislav Smoček)
- Marta Kubišová – Cena Thálie za účinkování v komorním muzikálu Líp se loučí v neděli autora Andrew Lloyd Webbera z roku 2001 (režie: Zdeněk Kaloč)
- Vilma Cibulková – Cena Thálie za ztvárnění postavy slečny Fischerové v inscenaci Picasso autora Jeffreyho Hatchera z roku 2006 (režie: Jiří Svoboda)
- Richard Krajčo – Cena Thálie za ztvárnění postavy Dennyho v inscenaci Deštivé dny autora Keitha Huffa z roku 2012 (režie: Janusz Klimsza)
- František Němec – za ztvárnění postavy sira Cecila v inscenaci Ledňáček autora Williama Douglase Homa získal Cenu Sazky a Společnosti Divadelních novin za nejlepší herecký výkon bez ohledu na žánr v sezóně 2007 / 2008 (režie: Ladislav Smoček)

### Nominace na Cenu Thálie
- Vendula Křížová – za titulní roli v inscenaci Sylvie autora Alberta R. Gurneyho z roku 1998 (režie: Lída Engelová)
- Richard Krajčo – za ztvárnění postavy Richieho v inscenaci Láska a porozumění autora Joea Penhalla z roku 2004 (režie: Hana Burešová)
- Milan Kňažko – za ztvárnění postavy Pabla Picassa v inscenaci Picasso autora Jeffreyho Hatchera z roku 2006 (režie: Jiří Svoboda)
- František Němec – za ztvárnění postavy sira Cecila v inscenaci Ledňáček autora Williama Douglase Homea z roku 2008 (režie: Ladislav Smoček)

### Širší nominace na Cenu Thálie
- David Švehlík – za ztvárnění postavy Joeyho v inscenaci Deštivé dny z roku 2012 autora Keitha Huffa (režie: Janusz Klimsza)
- Bára Štěpánová – za ztvárnění postavy madam Jenkinsové v inscenaci Krásná vzpomínka z roku 2021 autora Stephena Temperleye (režie: Martin Čičvák)
- Jiří Langmajer – za ztvárnění postavy Opičáka v inscenaci Cesta k vodopádům z roku 2022 autora Lee Blessinga (režie: Michal Dočekal)
- Veronika Khek Kubařová - za ztvárnění dvou postav v inscenaci Brácha z roku 2023 (režie: Pavel Ondruch)